# Campionato mondiale femminile di pallamano 1999
Il campionato mondiale femminile di pallamano 1999 è stato la quattordicesima edizione del massimo torneo di pallamano per squadre nazionali femminili, organizzato dalla International Handball Federation (IHF). Il torneo si è disputato dal 29 novembre al 12 dicembre 1999 in Danimarca e Norvegia in otto impianti e le finali si sono disputate a Lillehammer. Vi hanno preso parte ventiquattro rappresentative nazionali. Il torneo è stato vinto per la prima volta dalla Norvegia, che in finale ha superato la Francia.

## Formato
Le ventiquattro nazionali partecipanti sono state suddivise in quattro gironi da sei squadre ciascuno. Le prime quattro classificate accedono direttamente alla fase a eliminazione diretta, dove si procede con partite secche dagli ottavi fino alla finale. Le prime cinque classificate si qualificano al torneo femminile di pallamano dei Giochi della XXVII Olimpiade.

## Impianti
Il torneo viene disputato in otto sedi, delle quali una in Danimarca e sette in Norvegia.

## Nazionali partecipanti
| Modalità                         | Posti | Qualificate                                                        |
| -------------------------------- | ----- | ------------------------------------------------------------------ |
| Nazionale del Paese ospitante    | 1     | Norvegia                                                           |
| Campionato mondiale 1997         | 1     | Danimarca                                                          |
| Campionato europeo 1998          | 5     | Ungheria Austria Polonia Germania Ucraina                          |
| Torneo di qualificazione europeo | 7     | Russia Macedonia Paesi Bassi Rep. Ceca Bielorussia Francia Romania |
| Giochi asiatici 1998             | 3     | Corea del Sud Giappone Cina                                        |
| Campionato africano 1998         | 3     | Angola Rep. del Congo Costa d'Avorio                               |
| Campionato panamericano 1999     | 3     | Brasile Cuba Argentina                                             |
| Campionato oceaniano 1997        | 1     | Australia                                                          |

## Fase a gironi

### Girone A

#### Classifica
| Pos. | Squadra     | Pt | G | V | N | P | GF  | GS  | DR  |
| ---- | ----------- | -- | - | - | - | - | --- | --- | --- |
| 1.   | Paesi Bassi | 8  | 5 | 4 | 0 | 1 | 124 | 101 | +23 |
| 2.   | Norvegia    | 8  | 5 | 4 | 0 | 1 | 137 | 88  | +49 |
| 3.   | Polonia     | 7  | 5 | 3 | 1 | 1 | 126 | 114 | +12 |
| 4.   | Bielorussia | 5  | 5 | 2 | 1 | 2 | 127 | 123 | +4  |
| 5.   | Rep. Ceca   | 2  | 5 | 1 | 0 | 4 | 124 | 121 | +3  |
| 6.   | Australia   | 0  | 5 | 0 | 0 | 5 | 75  | 166 | -91 |

#### Risultati
| Oslo 29 novembre 1999, ore 16:30 | Polonia | 29 – 19 (16-9) | Australia |  |

| Oslo 29 novembre 1999, ore 18:00 | Norvegia | 29 – 13 (13-9) | Bielorussia |  |

| Oslo 29 novembre 1999, ore 21:00 | Paesi Bassi | 25 – 21 (15-11) | Rep. Ceca |  |

| Gjøvik 30 novembre 1999, ore 17:00 | Polonia | 29 – 29 (14-15) | Bielorussia |  |

| Gjøvik 30 novembre 1999, ore 19:00 | Norvegia | 30 – 21 (13-10) | Rep. Ceca |  |

| Gjøvik 30 novembre 1999, ore 21:00 | Paesi Bassi | 26 – 16 (14-9) | Australia |  |

| Hamar 2 dicembre 1999, ore 17:00 | Bielorussia | 24 – 22 (13-7) | Rep. Ceca |  |

| Hamar 2 dicembre 1999, ore 19:00 | Norvegia | 38 – 11 (17-5) | Australia |  |

| Hamar 2 dicembre 1999, ore 21:00 | Paesi Bassi | 20 – 22 (11-8) | Polonia |  |

| Stavanger 4 dicembre 1999, ore 13:00 | Bielorussia | 37 – 14 (17-9) | Australia |  |

| Stavanger 4 dicembre 1999, ore 15:00 | Polonia | 27 – 24 (13-13) | Rep. Ceca |  |

| Stavanger 4 dicembre 1999, ore 17:00 | Paesi Bassi | 24 – 18 (12-9) | Norvegia |  |

| Stavanger 5 dicembre 1999, ore 14:00 | Rep. Ceca | 36 – 16 (18-7) | Australia |  |

| Stavanger 5 dicembre 1999, ore 16:00 | Paesi Bassi | 29 – 24 (13-13) | Bielorussia |  |

| Stavanger 5 dicembre 1999, ore 18:00 | Norvegia | 22 – 19 (12-9) | Polonia |  |

### Girone B

#### Classifica
| Pos. | Squadra        | Pt | G | V | N | P | GF  | GS  | DR  |
| ---- | -------------- | -- | - | - | - | - | --- | --- | --- |
| 1.   | Austria        | 8  | 5 | 4 | 0 | 1 | 144 | 125 | +19 |
| 2.   | Francia        | 8  | 5 | 4 | 0 | 1 | 124 | 98  | +26 |
| 3.   | Ucraina        | 6  | 5 | 3 | 0 | 2 | 138 | 109 | +29 |
| 4.   | Romania        | 6  | 5 | 3 | 0 | 2 | 146 | 110 | +36 |
| 5.   | Costa d'Avorio | 2  | 5 | 1 | 0 | 4 | 110 | 142 | -32 |
| 6.   | Cuba           | 0  | 5 | 0 | 0 | 5 | 103 | 181 | -78 |

#### Risultati
| Trondheim 30 novembre 1999, ore 13:30 | Austria | 26 – 25 (11-12) | Ucraina |  |

| Trondheim 30 novembre 1999, ore 15:15 | Romania | 37 – 19 (19-7) | Cuba |  |

| Trondheim 30 novembre 1999, ore 17:00 | Francia | 31 – 19 (14-10) | Costa d'Avorio |  |

| Trondheim 1º dicembre 1999, ore 14:30 | Romania | 33 – 15 (18-5) | Costa d'Avorio |  |

| Trondheim 1º dicembre 1999, ore 16:15 | Austria | 37 – 27 (15-13) | Cuba |  |

| Trondheim 1º dicembre 1999, ore 18:00 | Francia | 18 – 16 (11-7) | Ucraina |  |

| Trondheim 2 dicembre 1999, ore 13:30 | Austria | 32 – 24 (19-8) | Costa d'Avorio |  |

| Trondheim 2 dicembre 1999, ore 15:15 | Ucraina | 41 – 19 (21-12) | Cuba |  |

| Trondheim 2 dicembre 1999, ore 17:00 | Francia | 22 – 20 (10-12) | Romania |  |

| Trondheim 4 dicembre 1999, ore 12:00 | Ucraina | 29 – 20 (14-8) | Costa d'Avorio |  |

| Trondheim 4 dicembre 1999, ore 13:45 | Francia | 34 – 21 (14-14) | Cuba |  |

| Trondheim 4 dicembre 1999, ore 15:30 | Romania | 30 – 27 (18-15) | Austria |  |

| Trondheim 5 dicembre 1999, ore 14:00 | Costa d'Avorio | 32 – 17 (13-6) | Cuba |  |

| Trondheim 5 dicembre 1999, ore 16:00 | Ucraina | 27 – 26 (17-11) | Romania |  |

| Trondheim 5 dicembre 1999, ore 18:00 | Austria | 22 – 19 (10-10) | Francia |  |

### Girone C

#### Classifica
| Pos. | Squadra   | Pt | G | V | N | P | GF  | GS  | DR   |
| ---- | --------- | -- | - | - | - | - | --- | --- | ---- |
| 1.   | Danimarca | 10 | 5 | 5 | 0 | 0 | 159 | 84  | +75  |
| 2.   | Germania  | 7  | 5 | 3 | 1 | 1 | 137 | 100 | +37  |
| 3.   | Macedonia | 6  | 5 | 3 | 0 | 2 | 136 | 107 | +29  |
| 4.   | Angola    | 4  | 5 | 1 | 2 | 2 | 113 | 120 | -7   |
| 5.   | Giappone  | 3  | 5 | 1 | 1 | 3 | 118 | 124 | -6   |
| 6.   | Argentina | 0  | 5 | 0 | 0 | 5 | 52  | 180 | -128 |

#### Risultati
| Kolding 30 novembre 1999, ore 16:30 | Macedonia | 27 – 25 (15-10) | Giappone |  |

| Kolding 30 novembre 1999, ore 19:30 | Germania | 34 – 9 (15-5) | Argentina |  |

| Kolding 30 novembre 1999, ore 20:40 | Danimarca | 31 – 12 (15-7) | Angola |  |

| Kolding 1º dicembre 1999, ore 16:30 | Macedonia | 33 – 10 (10-3) | Argentina |  |

| Kolding 1º dicembre 1999, ore 18:30 | Germania | 20 – 20 (10-10) | Angola |  |

| Kolding 1º dicembre 1999, ore 20:40 | Danimarca | 28 – 15 (13-8) | Giappone |  |

| Kolding 2 dicembre 1999, ore 16:30 | Germania | 23 – 18 (12-8) | Macedonia |  |

| Kolding 2 dicembre 1999, ore 18:30 | Angola | 22 – 22 (8-10) | Giappone |  |

| Kolding 2 dicembre 1999, ore 20:40 | Danimarca | 42 – 5 (18-3) | Argentina |  |

| Kolding 4 dicembre 1999, ore 16:30 | Germania | 32 – 22 (12-10) | Giappone |  |

| Kolding 4 dicembre 1999, ore 18:30 | Angola | 37 – 13 (19-4) | Argentina |  |

| Kolding 4 dicembre 1999, ore 20:40 | Danimarca | 27 – 24 (11-11) | Macedonia |  |

| Kolding 5 dicembre 1999, ore 14:00 | Giappone | 34 – 15 (17-6) | Argentina |  |

| Kolding 5 dicembre 1999, ore 16:00 | Macedonia | 34 – 22 (17-11) | Angola |  |

| Kolding 5 dicembre 1999, ore 18:00 | Danimarca | 31 – 28 (13-13) | Germania |  |

### Girone D

#### Classifica
| Pos. | Squadra        | Pt | G | V | N | P | GF  | GS  | DR   |
| ---- | -------------- | -- | - | - | - | - | --- | --- | ---- |
| 1.   | Ungheria       | 10 | 5 | 5 | 0 | 0 | 162 | 109 | +53  |
| 2.   | Corea del Sud  | 8  | 5 | 4 | 0 | 1 | 151 | 115 | +36  |
| 3.   | Russia         | 6  | 5 | 3 | 0 | 2 | 159 | 122 | +37  |
| 4.   | Brasile        | 3  | 5 | 1 | 1 | 3 | 104 | 123 | -19  |
| 5.   | Cina           | 3  | 5 | 1 | 1 | 3 | 120 | 140 | -20  |
| 6.   | Rep. del Congo | 0  | 5 | 0 | 0 | 5 | 91  | 178 | -128 |

#### Risultati
| Lillehammer 30 novembre 1999, ore 13:30 | Corea del Sud | 29 – 19 (18-8) | Cina |  |

| Lillehammer 30 novembre 1999, ore 15:30 | Ungheria | 22 – 13 (10-5) | Brasile |  |

| Lillehammer 30 novembre 1999, ore 17:30 | Russia | 32 – 20 (19-14) | Rep. del Congo |  |

| Gjøvik 1º dicembre 1999, ore 14:00 | Corea del Sud | 27 – 20 (14-10) | Brasile |  |

| Gjøvik 1º dicembre 1999, ore 16:00 | Ungheria | 39 – 17 (17-10) | Rep. del Congo |  |

| Gjøvik 1º dicembre 1999, ore 18:00 | Russia | 38 – 21 (17-10) | Cina |  |

| Lillehammer 2 dicembre 1999, ore 13:30 | Brasile | 30 – 20 (16-8) | Rep. del Congo |  |

| Lillehammer 2 dicembre 1999, ore 15:30 | Corea del Sud | 30 – 28 (16-10) | Russia |  |

| Lillehammer 2 dicembre 1999, ore 17:30 | Ungheria | 34 – 25 (15-10) | Cina |  |

| Hamar 4 dicembre 1999, ore 11:00 | Corea del Sud | 36 – 19 (20-10) | Rep. del Congo |  |

| Hamar 4 dicembre 1999, ore 13:00 | Brasile | 24 – 24 (10-12) | Cina |  |

| Hamar 4 dicembre 1999, ore 15:00 | Ungheria | 34 – 25 (22-8) | Russia |  |

| Hamar 5 dicembre 1999, ore 14:00 | Cina | 31 – 15 (11-11) | Rep. del Congo |  |

| Hamar 5 dicembre 1999, ore 16:00 | Russia | 30 – 17 (15-8) | Brasile |  |

| Hamar 5 dicembre 1999, ore 18:00 | Ungheria | 33 – 29 (17-16) | Corea del Sud |  |

## Fase finale

### Tabellone
|  | Ottavi di finale 7 dicembre 1999 | Ottavi di finale 7 dicembre 1999 |          |    | Quarti di finale 9 dicembre 1999 | Quarti di finale 9 dicembre 1999 |  |  | Semifinale 11 dicembre 1999 | Semifinale 11 dicembre 1999 |  |  | Finale 12 dicembre 1999 | Finale 12 dicembre 1999 |
|  |                                  |                                  |          |    |                                  |                                  |  |  |                             |                             |  |  |                         |                         |
|  |                                  |                                  |          |    |                                  |                                  |  |  |                             |                             |  |  |                         |                         |
|  |                                  |                                  |          |    |                                  |                                  |  |  |                             |                             |  |  |                         |                         |
|  | Ucraina                          | 19                               |          |    |                                  |                                  |  |  |                             |                             |  |  |                         |                         |
|  | Ucraina                          | 19                               |          |    |                                  |                                  |  |  |                             |                             |  |  |                         |                         |
|  | Norvegia                         | 24                               |          |    |                                  |                                  |  |  |                             |                             |  |  |                         |                         |
|  | Norvegia                         | 24                               | Norvegia | 24 |                                  |                                  |  |  |                             |                             |  |  |                         |                         |
|  |                                  |                                  | Norvegia | 24 |                                  |                                  |  |  |                             |                             |  |  |                         |                         |
|  |                                  | Ungheria                         | 21       |    |                                  |                                  |  |  |                             |                             |  |  |                         |                         |
|  | Ungheria                         | Ungheria                         | 21       | 38 |                                  |                                  |  |  |                             |                             |  |  |                         |                         |
|  | Ungheria                         |                                  |          | 38 |                                  |                                  |  |  |                             |                             |  |  |                         |                         |
|  | Angola                           | 18                               |          |    |                                  |                                  |  |  |                             |                             |  |  |                         |                         |
|  | Angola                           | 18                               | Norvegia | 31 |                                  |                                  |  |  |                             |                             |  |  |                         |                         |
|  |                                  |                                  | Norvegia | 31 |                                  |                                  |  |  |                             |                             |  |  |                         |                         |
|  |                                  | Austria                          | 18       |    |                                  |                                  |  |  |                             |                             |  |  |                         |                         |
|  | Austria                          | Austria                          | 18       | 28 |                                  |                                  |  |  |                             |                             |  |  |                         |                         |
|  | Austria                          |                                  |          | 28 |                                  |                                  |  |  |                             |                             |  |  |                         |                         |
|  | Bielorussia                      | 17                               |          |    |                                  |                                  |  |  |                             |                             |  |  |                         |                         |
|  | Bielorussia                      | 17                               | Austria  | 24 |                                  |                                  |  |  |                             |                             |  |  |                         |                         |
|  |                                  |                                  | Austria  | 24 |                                  |                                  |  |  |                             |                             |  |  |                         |                         |
|  |                                  | Germania                         | 23       |    |                                  |                                  |  |  |                             |                             |  |  |                         |                         |
|  | Russia                           | Germania                         | 23       | 19 |                                  |                                  |  |  |                             |                             |  |  |                         |                         |
|  | Russia                           |                                  |          | 19 |                                  |                                  |  |  |                             |                             |  |  |                         |                         |
|  | Germania                         | 22                               |          |    |                                  |                                  |  |  |                             |                             |  |  |                         |                         |
|  | Germania                         | 22                               | Norvegia | 24 |                                  |                                  |  |  |                             |                             |  |  |                         |                         |
|  |                                  |                                  | Norvegia | 24 |                                  |                                  |  |  |                             |                             |  |  |                         |                         |
|  |                                  | Francia                          | 22       |    |                                  |                                  |  |  |                             |                             |  |  |                         |                         |
|  | Polonia                          | Francia                          | 22       | 21 |                                  |                                  |  |  |                             |                             |  |  |                         |                         |
|  | Polonia                          |                                  |          | 21 |                                  |                                  |  |  |                             |                             |  |  |                         |                         |
|  | Francia                          | 28                               |          |    |                                  |                                  |  |  |                             |                             |  |  |                         |                         |
|  | Francia                          | 28                               | Francia  | 19 |                                  |                                  |  |  |                             |                             |  |  |                         |                         |
|  |                                  |                                  | Francia  | 19 |                                  |                                  |  |  |                             |                             |  |  |                         |                         |
|  |                                  | Danimarca                        | 17       |    |                                  |                                  |  |  |                             |                             |  |  |                         |                         |
|  | Danimarca                        | Danimarca                        | 17       | 30 |                                  |                                  |  |  |                             |                             |  |  |                         |                         |
|  | Danimarca                        |                                  |          | 30 |                                  |                                  |  |  |                             |                             |  |  |                         |                         |
|  | Brasile                          | 27                               |          |    |                                  |                                  |  |  |                             |                             |  |  |                         |                         |
|  | Brasile                          | 27                               | Francia  | 18 |                                  |                                  |  |  |                             |                             |  |  |                         |                         |
|  |                                  |                                  | Francia  | 18 |                                  |                                  |  |  |                             |                             |  |  |                         |                         |
|  |                                  | Romania                          | 17       |    | Finale 3º posto 12 dicembre 1999 | Finale 3º posto 12 dicembre 1999 |  |  |                             |                             |  |  |                         |                         |
|  | Paesi Bassi                      | Romania                          | 17       | 16 | Finale 3º posto 12 dicembre 1999 | Finale 3º posto 12 dicembre 1999 |  |  |                             |                             |  |  |                         |                         |
|  | Paesi Bassi                      |                                  |          | 16 |                                  |                                  |  |  |                             |                             |  |  |                         |                         |
|  | Romania                          | 26                               |          |    |                                  |                                  |  |  |                             |                             |  |  |                         |                         |
|  | Romania                          | 26                               | Romania  | 33 | Austria                          | 31                               |  |  |                             |                             |  |  |                         |                         |
|  |                                  |                                  | Romania  | 33 | Austria                          | 31                               |  |  |                             |                             |  |  |                         |                         |
|  |                                  | Macedonia                        | 21       |    | Romania                          | 28                               |  |  |                             |                             |  |  |                         |                         |
|  | Macedonia                        | Macedonia                        | 21       | 28 | Romania                          | 28                               |  |  |                             |                             |  |  |                         |                         |
|  | Macedonia                        |                                  |          | 28 |                                  |                                  |  |  |                             |                             |  |  |                         |                         |
|  | Corea del Sud                    | 27                               |          |    |                                  |                                  |  |  |                             |                             |  |  |                         |                         |
|  | Corea del Sud                    | 27                               |          |    |                                  |                                  |  |  |                             |                             |  |  |                         |                         |

### Ottavi di finale
| Gjøvik 7 dicembre 1999, ore 12:30 | Romania | 26 – 16 (9-3) | Paesi Bassi |  |

| Gjøvik 7 dicembre 1999, ore 15:00 | Ungheria | 38 – 18 (16-9) | Angola |  |

| Gjøvik 7 dicembre 1999, ore 17:30 | Germania | 22 – 19 (8-7) | Russia |  |

| Trondheim 7 dicembre 1999, ore 16:30 | Macedonia | 28 – 27 (15-12) | Corea del Sud |  |

| Trondheim 7 dicembre 1999, ore 19:00 | Norvegia | 24 – 19 (12-11) | Ucraina |  |

| Bergen 7 dicembre 1999, ore 15:00 | Austria | 28 – 27 (15-7) | Bielorussia |  |

| Bergen 7 dicembre 1999, ore 17:30 | Francia | 28 – 21 (14-9) | Polonia |  |

| Kolding 7 dicembre 1999, ore 20:40 | Danimarca | 30 – 23 (15-14) | Brasile |  |

### Quarti di finale
| Hamar 9 dicembre 1999, ore 15:30 | Romania | 33 – 21 (21-9) | Macedonia |  |

| Hamar 9 dicembre 1999, ore 18:00 | Austria | 24 – 13 (15-3) | Germania |  |

| Hamar 9 dicembre 1999, ore 20:40 | Francia | 19 – 17 (d.t.s.) (9-7; 13-13) | Danimarca |  |

| Trondheim 9 dicembre 1999, ore 19:00 | Norvegia | 24 – 21 (15-11) | Ungheria |  |

### Semifinali
| Lillehammer 11 dicembre 1999, ore 16:30 | Francia | 18 – 17 (9-8) | Romania | Håkons Hall |

| Lillehammer 11 dicembre 1999, ore 19:00 | Norvegia | 30 – 18 (12-6) | Austria | Håkons Hall |

### Play-off 5º-8º posto
| Lillehammer 11 dicembre 1999, ore 11:30 | Ungheria | 39 – 25 (21-10) | Germania | Håkons Hall |

| Lillehammer 11 dicembre 1999, ore 14:00 | Danimarca | 30 – 25 (16-13) | Macedonia | Håkons Hall |

### Finale 7º posto
| Lillehammer 12 dicembre 1999, ore 10:30 | Germania | 37 – 26 (19-15) | Macedonia | Håkons Hall |

### Finale 5º posto
| Lillehammer 12 dicembre 1999, ore 13:00 | Ungheria | 35 – 27 (20-13) | Danimarca | Håkons Hall |

### Finale 3º posto
| Lillehammer 12 dicembre 1999, ore 15:30 | Austria | 31 – 28 (d.t.s.) (14-14; 26-26) | Romania | Håkons Hall |

### Finale
| Lillehammer 12 dicembre 1999, ore 18:00 | Norvegia | 25 – 24 (d.t.s.) (8-10; 18-18; 21-21) | Francia | Håkons Hall (11 200 spett.) |

## Classifica finale
| Pos.    | Nazione        |
| ------- | -------------- |
| Oro     | Norvegia       |
| Argento | Francia        |
| Bronzo  | Austria        |
| 4       | Romania        |
| 5       | Ungheria       |
| 6       | Danimarca      |
| 7       | Germania       |
| 8       | Macedonia      |
| 9       | Corea del Sud  |
| 10      | Paesi Bassi    |
| 11      | Polonia        |
| 12      | Russia         |
| 13      | Ucraina        |
| 14      | Bielorussia    |
| 15      | Angola         |
| 16      | Brasile        |
| 17      | Giappone       |
| 18      | Cina           |
| 19      | Rep. Ceca      |
| 20      | Costa d'Avorio |
| 21      | Cuba           |
| 22      | Rep. del Congo |
| 23      | Australia      |
| 24      | Argentina      |

|  | Qualificata ai Giochi della XXVII Olimpiade |

## Statistiche

### Classifica marcatrici
Fonte:.
| Pos. | Nome                | Nazionale   | Reti | Tiri dai 7 m |
| ---- | ------------------- | ----------- | ---- | ------------ |
| 1    | Grit Jurack         | Germania    | 67   | 19           |
| 1    | Carmen Amariei      | Romania     | 67   | 18           |
| 3    | Ausra Fridrikas     | Austria     | 66   | 13           |
| 4    | Indira Kastratović  | Macedonia   | 62   | 12           |
| 5    | Kjersti Grini       | Norvegia    | 59   | 28           |
| 6    | Tatjana Logwin      | Austria     | 49   | 6            |
| 7    | Svetlana Minevskaja | Bielorussia | 46   | 20           |
| 8    | Rita Deli           | Ungheria    | 45   | 25           |
| 9    | Marina Abramova     | Macedonia   | 40   | 11           |
| 9    | Steluţa Luca        | Romania     | 40   | 11           |

## Premi individuali
Migliori giocatrici del torneo.
| Ruolo              | Giocatrice         |
| ------------------ | ------------------ |
| Miglior giocatrice | Ausra Fridrikas    |
| Portiere           | Cecilie Leganger   |
| Ala sinistra       | Dóra Lőwy          |
| Terzino sinistro   | Ausra Fridrikas    |
| Centrale           | Nodjialem Myaro    |
| Terzino destro     | Indira Kastratović |
| Ala destra         | Kristine Duvholt   |
| Pivot              | Tonje Kjærgaard    |